# Hermannia grandistipula
Hermannia grandistipula là một loài thực vật có hoa trong họ Cẩm quỳ. Loài này được (Buching. ex Harv.) K. Schum. mô tả khoa học đầu tiên năm 1900. Nó phân bố chủ yếu ở Mozambique và Nam Phi.